# Natação nos Jogos Pan-Americanos de 2015 - 100 m peito masculino
As competições dos 100 metros peito masculino da natação nos Jogos Pan-Americanos de 2015 foram realizadas em 17 de julho no Centro Aquático CIBC Pan e Parapan-Americano, em Toronto.

## Calendário
Horário local (UTC-4).
| Data        | Horário | Fase          |
| ----------- | ------- | ------------- |
| 17 de julho | 11:22   | Eliminatórias |
| 17 de julho | 20:41   | Final B       |
| 17 de julho | 20:46   | Final A       |

## Medalhistas
| Ouro   | BRA Felipe França |
| Prata  | BRA Felipe Lima   |
| Bronze | CAN Richard Funk  |

## Recordes
Antes desta competição, os recordes mundiais e pan-americanos da prova eram os seguintes:
| Tipo                             | Atleta            | Tempo   | Local          | Data                |
| -------------------------------- | ----------------- | ------- | -------------- | ------------------- |
|                                  | GBR Adam Peaty    | 57s92   | Londres        | 17 de abril de 2015 |
| Recorde dos Jogos Pan-Americanos | USA Mark Gangloff | 1m00s24 | Rio de Janeiro | 17 de julho de 2007 |

## Resultados

### Eliminatórias
A eliminatória foi realizada em 17 de julho. 
| Pos. | Bateria | Raia | Nadador           | Nacionalidade                | Tempo   | Notas |
| ---- | ------- | ---- | ----------------- | ---------------------------- | ------- | ----- |
| 1    | 2       | 4    | Felipe França     | BRA Brasil                   | 59.84   | QA,   |
| 2    | 3       | 3    | Jorge Murillo     | COL Colômbia                 | 1:00.53 | QA,   |
| 3    | 3       | 4    | Felipe Lima       | BRA Brasil                   | 1:00.57 | QA    |
| 4    | 1       | 4    | Richard Funk      | CAN Canadá                   | 1:00.80 | QA    |
| 5    | 3       | 5    | Brad Craig        | USA Estados Unidos           | 1:01.29 | QB    |
| 6    | 2       | 5    | B.J. Johnson      | USA Estados Unidos           | 1:01.61 | QA    |
| 7    | 1       | 3    | Miguel De Lara    | MEX México                   | 1:01.85 | QA    |
| 8    | 2       | 6    | Édgar Crespo      | PAN Panamá                   | 1:02.01 | QA    |
| 9    | 1       | 5    | Carlos Claverie   | VEN Venezuela                | 1:02.02 | QB    |
| 10   | 3       | 6    | Facundo Miguelena | ARG Argentina                | 1:03.03 | QB    |
| 11   | 2       | 2    | Dustin Tynes      | BAH Bahamas                  | 1:03.15 | QB    |
| 12   | 2       | 3    | James Dergousoff  | CAN Canadá                   | 1:03.28 | QB    |
| 13   | 1       | 6    | Renato Prono      | PAR Paraguai                 | 1:03.75 | QB    |
| 14   | 1       | 2    | Julian Fletcher   | BER Bermudas                 | 1:03.87 | QB    |
| 15   | 3       | 7    | Jordy Groters     | ARU Aruba                    | 1:03.92 | QB    |
| 16   | 3       | 2    | Martin Melconian  | URU Uruguai                  | 1:04.26 | QB    |
| 17   | 1       | 7    | Rafael Alfaro     | ESA El Salvador              | 1:05.50 |       |
| 18   | 2       | 7    | Gerardo Huidobro  | PER Peru                     | 1:08.27 |       |
| 19   | 3       | 1    | Corey Ollivierre  | GRN Granada                  | 1:10.96 |       |
| 20   | 2       | 1    | Nikolas Sylvester | VIN São Vicente e Granadinas | 1:11.94 |       |

### Final B
A final B foi realizada em 17 de julho. 
| Pos. | Raia | Nadador           | Nacionalidade | Tempo   | Notas |
| ---- | ---- | ----------------- | ------------- | ------- | ----- |
| 9    | 4    | Carlos Claverie   | VEN Venezuela | 1:02.46 |       |
| 10   | 3    | Dustin Tynes      | BAH Bahamas   | 1:02.49 |       |
| 11   | 6    | James Dergousoff  | CAN Canadá    | 1:02.57 |       |
| 12   | 5    | Facundo Miguelena | ARG Argentina | 1:03.55 |       |
| 13   | 7    | Julian Fletcher   | BER Bermudas  | 1:03.60 |       |
| 14   | 1    | Jordy Groters     | ARU Aruba     | 1:03.97 |       |
| 15   | 2    | Renato Prono      | PAR Paraguai  | 1:04.57 |       |
| 16   | 8    | Martin Melconian  | URU Uruguai   | 1:04.95 |       |

### Final A
A final A foi realizada em 17 de julho. 
| Pos.              | Raia | Nadador        | Nacionalidade      | Tempo   | Notas                            |
| ----------------- | ---- | -------------- | ------------------ | ------- | -------------------------------- |
| Medalha de ouro   | 4    | Felipe França  | BRA Brasil         | 59.21   | Recorde dos Jogos Pan-Americanos |
| Medalha de prata  | 3    | Felipe Lima    | BRA Brasil         | 1:00.01 |                                  |
| Medalha de bronze | 6    | Richard Funk   | CAN Canadá         | 1:00.29 |                                  |
| 4                 | 5    | Jorge Murillo  | COL Colômbia       | 1:00.61 |                                  |
| 5                 | 2    | Brad Craig     | USA Estados Unidos | 1:01.34 |                                  |
| 6                 | 1    | Miguel De Lara | MEX México         | 1:01.42 | Recorde nacional                 |
| 7                 | 7    | B.J. Johnson   | USA Estados Unidos | 1:01.77 |                                  |
| 8                 | 8    | Édgar Crespo   | PAN Panamá         | 1:01.88 |                                  |

Legenda
| Recorde mundial                  | Recorde mundial (World record)               |                       | Recorde africano                      | Recorde africano (African) |                                           | Q | Classificado por posição (Qualified) |
| Recorde dos Jogos Pan-Americanos | Recorde pan-americano (Pan-American record)  | Recorde da América    | Recorde da América (Americas)         | q                          | Classificado por melhor tempo (Qualified) |   |                                      |
| Melhor marca do ano              | Melhor marca do ano (World leading)          | Recorde asiático      | Recorde asiático (Asian)              | DNS                        | Não largou (Did not start)                |   |                                      |
| Recorde nacional                 | Recorde nacional (National record)           | Recorde europeu       | Recorde europeu (European)            | DNF                        | Não terminou (Did not finish)             |   |                                      |
| Recorde pessoal                  | Recorde pessoal do atleta (Personal best)    | Recorde da Oceania    | Recorde da Oceania (Oceania)          | DSQ / DQ                   | Desclassificado (Disqualified)            |   |                                      |
| Recorde da temporada             | Recorde da temporada do atleta (Season best) | Recorde sul-americano | Recorde sul-americano (South America) | NM                         | Sem marca (No mark)                       |   |                                      |